# ハワード・カーター
ハワード・カーター（Howard Carter、1874年5月9日 - 1939年3月2日）は、イングランド・ケンジントン生まれのエジプト考古学者。ツタンカーメンの墓を発見した人物である。

## 生涯
カーターは、エジプト考古学の大家であったフリンダーズ・ピートリーの下で学び、1891年の17歳の時に遺跡発掘現場の助手としてエジプトに渡る。イギリスでは高等教育こそ受けなかったものの、精緻な模写や考古学への強い情熱が高い評価を受け、1899年から1903年までの4年間、エジプトの考古局首席監督官を務めた。気難しい性格から、30歳で遺跡監督官の地位を失ったが、その後も考古学者として活躍した。
イギリス貴族を中心に遺跡発掘の資金援助を受け、1916年からカーナーヴォン伯ジョージ・ハーバートの援助で、エジプトの王家の谷発掘調査に着手。そして援助の契約の切れる1922年、ついに「世紀の発見」と言われるツタンカーメンの墓を発見した。
カーターは高等教育を受けていなかったため、当時の学会では彼や彼の成果は高く扱われることはなく、王墓の発見後もそれはほとんど変わらなかった。晩年は住まいを一等地に建て、発掘以前よりは恵まれた環境で余裕のある研究生活を送ることができた。
著書に『ツタンカーメンの墓』などがある。
1926年、エジプトのフアード1世からナイル勲章（第三等）を受けた。
1939年、64歳で息を引き取った。生涯独身であった。

## 「ツタンカーメンの呪い」
ツタンカーメンの墓所の発見後、カーナーヴォン伯が王墓の公開直後に突如急死した。また他にも発掘関係者数名が相次いで死亡した。発掘のスポンサーとなったカーナーヴォン伯に続いて他の発掘関係者も何名か死亡した偶然を、当時のマスメディアが　"ファラオの墓の発掘に関係した者には呪いがかかり死ぬ"との話に仕立て、「王家の呪い」あるいは「ツタンカーメンの呪い」の伝説が広まった。
これは当時のマスメディアが、発掘報道を独占したタイムズに反発して、発掘関係者と少しでも関わりがある者が死ぬたびに「呪いによる死」という形で報道したことで広まったという。発見者カーターにもマスコミの害は及び、同姓同名の別人が交通事故により死亡した際には、あたかもこのハワード・カーター本人が事故死したかのように書き立てられるという事態も起きた。この誤報は、ほどなくして記事で訂正された。
カーターは、世間で噂された「王家の呪い」とは関係なく充実した健康な生涯を送り、64歳で亡くなった。

## 主な日本語訳
- 『ツタンカーメン発掘記』（酒井傳六・熊田亨共訳、筑摩叢書 1971、ちくま学芸文庫（上下） 2001